# Wisam Ben Bahri
Wisam Ben Bahri –en árabe, وسام بن بحري– es un deportista tunecino que compitió en atletismo adaptado. Ganó tres medallas en los Juegos Paralímpicos de Verano en los años 1996 y 2000.

## Palmarés internacional
| Juegos Paralímpicos | Juegos Paralímpicos      | Juegos Paralímpicos | Juegos Paralímpicos   |
| Año                 | Lugar                    | Medalla             | Prueba                |
| ------------------- | ------------------------ | ------------------- | --------------------- |
| 1996                | Atlanta (Estados Unidos) | Medalla de plata    | Salto de longitud MH  |
| 2000                | Sídney (Australia)       | Medalla de oro      | Salto de altura F20   |
| 2000                | Sídney (Australia)       | Medalla de plata    | Salto de longitud F20 |